# Три Ивана
Три Ива́на (Карасозе́рский) — родник в Медвежьегорском районе Республики Карелия, гидрологический памятник природы регионального значения. Площадь охраняемой зоны 125 га.

## Общие сведения
Располагается в 6 км восточнее деревни Черкасы, к северу от озера Карасозеро.
Родник восходящий, с дебитом 0,5—2,8 л/с. Величина минерализации 60—90 мг/л. Температура +4,4…+5,2 °C.
Вода источника пресная гидрокабонатная, кальциево-магниевая.

## Целебные свойства
Родник издавна известен как целебный. В церковные праздники из деревни Карасозеро к роднику совершался крестный ход, заканчивающийся омовением родниковой водой верующих. Родник посещали паломники соседних с Олонецкой губерний.
Установлено клиническими наблюдениями, что вода источника помогает при экземе и при лечении желудочно-кишечных заболеваний и язв.